# Estádio Costa Coelho
O Estádio Costa Coelho é um estádio de futebol brasileiro, localizado na cidade de Ribeirão Preto, estado de São Paulo. De posse do Esporte Clube Mogiana, foi por mais de 10 anos utilizado como a casa do Comercial Futebol Clube. O Estádio foi onde o Comercial passou a mandar seus jogos, quando ressurgiu, em 1954.

## História

### Campo da Mogiana
Tanto a construção de um campo de futebol, quanto a organização de um clube recreativo, eram na verdade, um antigo sonho de mais de 800 ferroviários da Companhia de Estradas de Ferro Mogiana, que eram liderados pelo engenheiro Antônio da Costa Coelho. Desse sonho, viria nascer o Esporte Clube Mogiana. 
Quando o EC Mogiana foi fundado, em 27 de julho de 1938, existiam em suas dependências apenas uma piscina, que ficava ao longo de um terreno de mais de 13.000m². Mas o sonho de construir um campo de futebol ainda estava vivo.
A intenção do EC Mogiana de construir um campo de futebol, acabou se tornando notícia por toda Ribeirão Preto. Nos jornais, noticiavam-se que a Cia. Mogiana estava intencionada a construir um estádio em Ribeirão, nos moldes iguais aos de que ajudava a construir em Campinas, para que sua equipe pudesse se desenvolver. O futuro campo da Mogiana ficaria no pequeno Bairro da República (atualmente chamado de Vila Virgínia), em Ribeirão Preto. 
Nesse amplo terreno foram feitas as outras áreas do clube, e logo depois, o tão sonhado campo também foi construído, que mesmo sem nome, ganhou o apelido de "Campo da Mogiana". 
O "Campo da Mogiana" era simples, e nem arquibancadas possuía, porém, era um grande avanço para equipe amadora, já que os ferroviários há muito tempo disputava campeonatos varzeanos, e a falta de um campo próprio atrapalhava o desenvolvimento do time.
De 1938 a 1954 o campo foi utilizada para jogos dos campeonatos amadores.

### Estádio Costa Coelho
Quando o Comercial reorganizou-se, em 1954, logo precisava de um local para mandar seus jogos, e como, de todos os locais vistos, o mais apropriado era o "Campo da Mogiana", a diretoria comercialina arrendou o local. O Comercial, então, instalou no campo arquibancadas de madeira, deixando-o com capacidade para 12.000 pessoas. Nascia assim o ESTÁDIO ANTÔNIO DA COSTA COELHO.
O nome do estádio era uma homenagem ao engenheiro Antônio da Costa Coelho, primeiro presidente do EC Mogiana, que foi eleito para o cargo porque era o líder dos mais de 800 ferroviários que um dia sonharam em formar um clube.
Naquele pequeno estádio, o Comercial começou a reconstruir sua história.
Inauguração do Estádio
Mesmo que o Campo da Mogiana já tivesse sido usado para jogos amistosos e amadores desde sua inauguração, em 1941, como Estádio, o Costa Coelho só recebeu seu jogo inaugural em 28 de agosto de 1954, em uma vitória emblemática do Leão sobre a Veterana (Comercial FC 4x2 AA Francana). Aquele, era apenas o terceiro jogo da história do Bafo no ressurgimento do Comercial para o futebol, já que o clube ficou inativo entre 1936 e 1954. Esse jogo também ficou marcado por ser a segunda vitória da nova história do clube (a primeira foi 3 a 0 em um time amador de Dumont), mas, principalmente, por ser o primeiro triunfo contra um time profissional na volta do Leão aos gramados. 

### Anos 50: o auge da história do Estádio
Graças as boas campanhas que o Comercial viveu nos anos 50, o Costa Coelho viveu o auge de sua história, recebendo jogos importantes, como as partidas dos Campeonatos Paulistas da 1ª e 2ª divisão, bem como ficar conhecido no estado de São Paulo.
Com o Costa Coelho, os times chamados "grandes", agora, jogavam em Ribeirão Preto sem nenhum problema, exemplos como Palmeiras, Corinthians, São Paulo, Portuguesa, Guarani, Ponte Preta, e até mesmo o, mais que famoso, Santos de Pelé e Coutinho, que certa vez, venceu com um placar de 3 a 1 o Comercial, em pleno Costa Coelho.
Dentro do Costa Coelho, o Leão do Norte conseguiu ainda, vários feitos e muitas conquistas, como o vice no Campeonato Paulista da 2ª divisão, em 1954, e o título de campeão do Campeonato Paulista da 2ª divisão, em 1958.
Ao longo dos anos, foram disputados, também, 11 Come-Fogos dentro do Costa Coelho.
O Comercial utilizaria o Costa Coelho até 1964.

### A desativação do Estádio
O Comercial, "oficialmente", deixou de utilizar o Costa Coelho no dia 14 de outubro de 1964, quando inaugurou seu estádio próprio, o Palma Travassos.
Jogo de despedida
O último jogo do Comercial no Costa Coelho aconteceu no dia 20 de setembro de 1964. Uma vitória comercialina por 2 a 0 sobre o América-RJ, com dois gols de Luis Carlos, marcou o adeus do Leão ao "brinco de madeira da Rua Guatapará". O jogo, um amistoso, foi realizado justamente para arrecadar fundos para construção do Palma Travassos.
Depois do Comercial
Como o Comercial não mais usava o Costa Coelho, a diretoria do Mogiana também deixou de utilizar o estádio, e assim ele foi desativado, mas não por completo. Alguns anos depois, suas arquibancadas, que agora eram desnecessárias, foram desmontadas, dando espaço as canchas de bocha e malha.
O gramado, porém, não deixou de existir, porque, mesmo após o Comercial parar de utilizar o Costa Coelho, o campo não deixou de receber jogos de futebol. Mas, desde então, as partidas realizadas no campo voltaram a ser das várias ligas amadoras de Ribeirão Preto.

### Costa Coelho vira Centro de Treinamento
Em 2015 o Comercial voltou a utilizar o Costa Coelho, 51 anos após ter deixado o campo para ter um estádio próprio. Dessa vez, o estádio é utilizado apenas como Centro de Treinamento, principalmente para a base.